# 東頼兼
東 頼兼（ひがし よりかね、天文5年（1536年）?/天文7年（1538年）? - 没年不詳）は、戦国時代から安土桃山時代の肥後国相良氏の武将。入道名は定意。官位は駿河守。父は岡本頼春。

## 略歴
父の岡本頼春は、相良氏17代当主・相良晴広の実父・上村頼興により天文21年（1552年：天文19年説あり）に暗殺されているが、頼兼はそのとき15歳であった為に後難を免れ、成人後に嫡子・頼乙共々朴河内城の番を仰せ付かった。
天正7年（1579年）9月13日、島津家臣の新納忠元率いる軍勢に城が攻められると、頼兼は妻子と城兵らを城に残したまま、自らと息子の頼乙のみで密かに湯浦まで落ち延びる（後年、水俣城が島津氏に大挙して攻囲された際、水俣城兵がこれを反面教師とする下りが『南藤蔓綿録』に見られる）。城は八代衆が援軍に現れた為、落城寸前で守られたが、翌8年（1580年）5月12日の風雨の日に、忠元率いる80余名に再び攻められ落城、頼兼と頼乙は面目を失い自ら山中に蟄居する。その後、当主・相良義陽に許されて、岡本地頭に任じられた。

## 系譜
- 父：岡本頼春
- 母：不詳
- 妻：不詳
  - 嫡男：東頼乙 - 頼一とも